# Szyfr przestawieniowy
Szyfry przestawieniowe – jedna z klasycznych metod szyfrowania. Szyfry te charakteryzują się tym, że w zaszyfrowanym tekście występują wszystkie znaki z tekstu jawnego, ale w innej kolejności. Szyfry należące do tej grupy zmieniają kolejność liter w szyfrowanym tekście według określonego schematu. Najczęściej przestawienia liter dokonuje się za pomocą figury geometrycznej.
Najprostszym przykładem szyfru przestawieniowego jest pisanie wspak.
Szyfry przestawieniowe są łatwe do złamania i nie zapewniają żadnego bezpieczeństwa.
- Łamie się je metodą słów prawdopodobnych. Dopasowanie fragmentu znanego (lub odszyfrowanego) tekstu do szyfru pozwala na znalezienie zasady przestawiania.
- Innym sposobem jest wykorzystanie znajomości zasad tworzenia wiadomości - jednakowe szablony dokumentów szyfrowanych, często spotykane zwroty, nagłówki, podpisy czy stopki wiadomości.
- Wykorzystuje się też błędy i przyzwyczajenia osób posługujących się tą metodą szyfrowania.
- Metoda statystyczna jest raczej nieprzydatna, ponieważ rozkład statystyczny liter wiadomości nie zmienia się po przestawieniu liter w innej kolejności.